# 10379 Lake Placid
10379 Lake Placid è un asteroide della fascia principale. Scoperto nel 1996, presenta un'orbita caratterizzata da un semiasse maggiore pari a 3,4991625 UA e da un'eccentricità di 0,0268746, inclinata di 6,53204° rispetto all'eclittica.
L'asteroide è dedicato a Lake Placid, cittadina nello stato di New York.